# Hrazdan (folyó)
A név más jelentéseihez lásd Hrazdan (egyértelműsítő lap).
A Hrazdan folyó (örményül Հրազդան գետ) Örményország egyik fontos folyója, áthalad az ország fővárosán, Jerevánon is. A Szeván-tó északnyugati részén ered (a tó vízelvezetését biztosítja), majd délnyugati irányban Kotajk tartományon, Jerevánon és Ararat tartományon folyik át, végül az örmény-török határnál az Araksz folyóba ömlik. Több vízerőmű is található rajta.

## Fordítás
- Ez a szócikk részben vagy egészben  a   Hrazdan River című angol Wikipédia-szócikk ezen változatának fordításán alapul.  Az eredeti cikk szerkesztőit annak laptörténete sorolja fel. Ez a jelzés csupán a megfogalmazás eredetét és a szerzői jogokat jelzi, nem szolgál a cikkben szereplő információk forrásmegjelöléseként.